# 타프카 부다
타프카 부다(Tafka Buddah, 본명 최석환)는 대한민국의 비트메이커 겸 DJ이다. 그의 뿌리는 힙합 프로듀서이지만, 실제로는 하우스, 트립합, 일렉트로니카 등의 다양한 장르의 음악과 접목한 결과물을 선보이고 있다. 소속 레이블은 Mushroom Cloud다.
그가 처음 음악을 시작한 것은 1998년 Babie Ruth라는 3인조를 통해서였다. SNP의 자료실을 통해 몇 개의 곡을 작업하여 내놓았던 그는, 1999년 Tragic Temple이라는 원 맨 밴드를 결성하고 자신만의 음악을 만드는 데 박차를 가했다. Tragic Temple은 2000년 5명의 멤버를 더 보강하여 앨범을 발표하였다. 팀은 프로젝트성이었기 때문에 곧 해체되었고, 그는 자신만의 프로젝트 "6AM"을 준비했으나 겉으로 드러난 결과물은 없었다.
한편 SNP 소속의 다양한 뮤지션들의 앨범에 프로듀싱 및 스크래칭으로 참여하던 그는, 2002년 "카바레 사운드"와 계약을 맺고 1년여간의 홈레코딩을 통해 1집 "Trauma"를 냈다. 이 앨범은 독특하면서 몽롱한 그의 음악 세계를 대중에게 잘 보여주었고 매니아들에게 좋은 반응을 얻었다.
앨범 활동을 중단 후 오랫동안 잠적했던 그는, 2007년에 Jiggy Dogg의 EP를 통해 컴백하여, 독특한 스타일의 비트를 오랜만에 선보였다. 중간에 b-soap과의 프로젝트 앨범이 기획되었으나 무산되었으며, 2009년에는 프레시안의 기획 코너 RevoluSong에서 신곡을 선보이며 2010년을 목표로 2집을 제작 중이라고 밝히기도 하였다. 이 앨범은 2010년 8월 발표되었다.
현재 그는 홍대 클럽 '빵'에서 DJ로 활동하고 있다. 2011년 8월에는 과거 같은 SNP 동료였던 Defconn의 5집에 두 곡을 참여하였으며, 2014년에는 4년만에 정규 3집 "The Sickboy Method"를 발표하였다. 이 앨범에서 그는 예전보다는 좀 더 힙합적인 느낌을 살렸으나 보컬이 중심이 된 일렉트로닉 하우스 트랙도 포함하여 그의 넓은 스펙트럼을 유감 없이 보여주었다.
대표곡: Dream Shatterer, Betrayal, Lemon Tree, 〈춤〉

## 디스코그래피
- 1999년 EP In the Hardcore Boutique (by Babie Ruth)
- 2000년 LP Chapter 1 (by Tragic Temple)
- 2003년 8월 19일 LP Trauma
- 2010년 8월 18일 LP Voyager
- 2012년 12월 7일 디지털 싱글 Rock Tonight
- 2014년 1월 14일 LP The Sickboy Method